# Lotus Europa
Lotus Europa byl úspěšný sportovní automobil britské automobilky Lotus. Vyráběl se v letech 1966 až 1975. Celkem bylo vyrobeno 9 230 kusů.

## Popis
Colin Chapman původně plánoval cenově dostupný sportovní vůz pro širší veřejnost. Pod vlastním návrhem byl ale nakonec podepsán Ron Hickman. Původně se vůz dodával s motorem z vozu Renault 16. Později byly vystřídány motory Ford Cosworth se dvěma vačkovými hřídeli. Tento motor ale cenu vozu zvýšil. Pro závodní aktivity byl odvozen typ 47. V roce 1973 byla na počest úspěchů týmu Lotus ve formuli 1 odvozena limitovaná edice John Player Special v originálním černém laku se zlatými proužky.

## Současnost
V roce 2006 byl představen vůz Lotus Europa S jako studie na Ženevském autosalonu.